# Unità geografiche censuarie del Canada

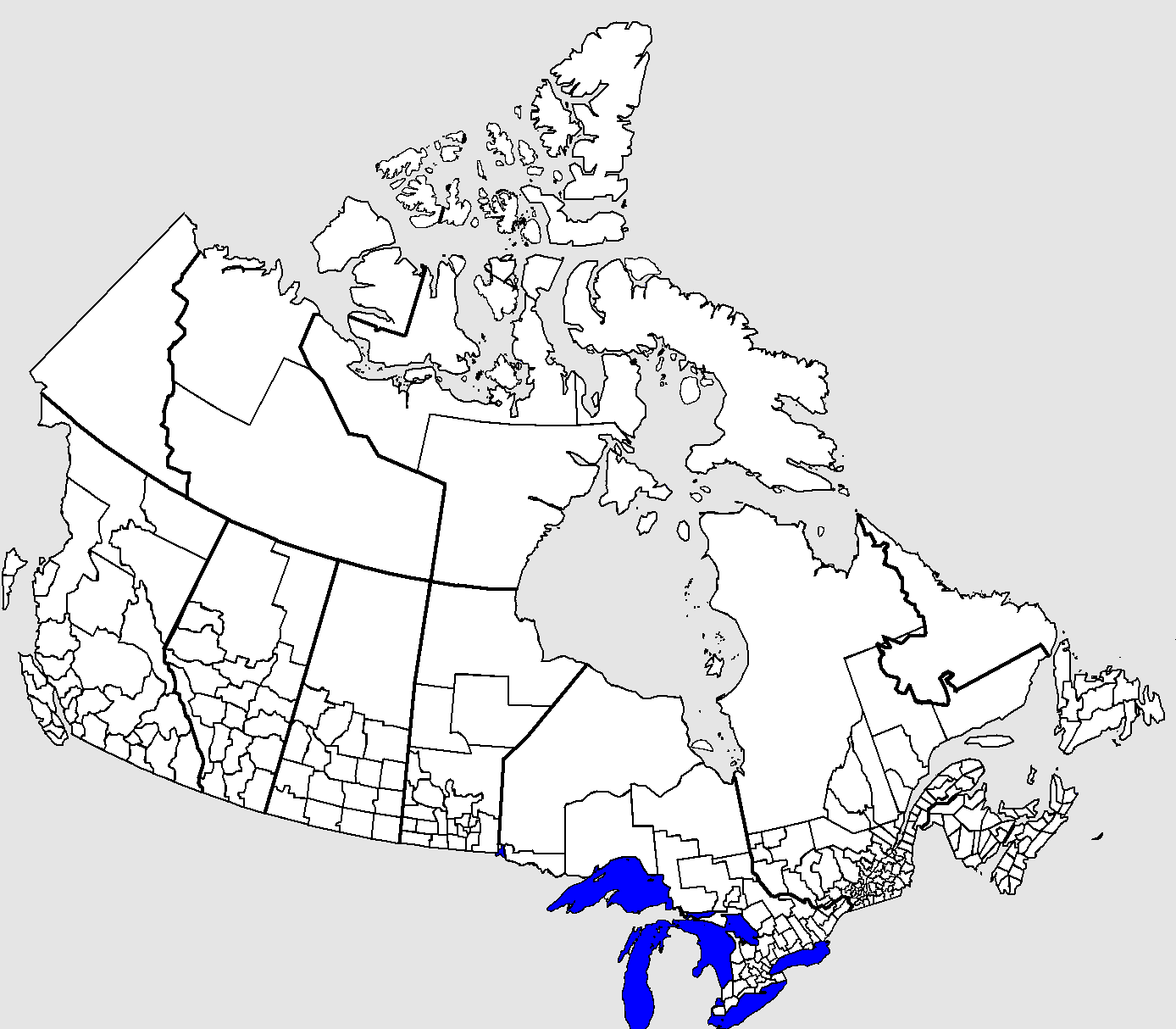
Mappa delle divisioni censuarie al 2001

Le unità geografiche censuarie del Canada sono le suddivisioni definite e utilizzate dall'istituto di statistica Statistics Canada per condurre i censimenti quinquennali. Ne esistono di quattro livelli:
- il primo livello sono le province e territori;
- questi sono suddivisi in un secondo livello in divisioni censuarie;
- questi, a loro volta, si articolano in suddivisioni censuarie di terzo livello (circa corrispondenti alle municipalità);
- al quarto livello, infine, vi sono le aree di disseminazione.

## Divisioni censuarie
Le suddivisioni di secondo livello del Canada sono chiamate "divisioni censuarie". In termini di dimensioni, generalmente si attestano tra le suddivisioni di primo livello, province e territori e quelle di terzo livello come sezioni, township e altre municipalità. Le divisioni censuarie hanno al loro interno suddivisioni censuarie.
| Provincia/Territorio                                    | Natura della divisione |
| ------------------------------------------------------- | --- |
| Alberta Manitoba Saskatchewan                           | Le divisioni censuarie consistono in gruppi di municipalità come città, contee, distretti municipali e municipalità rurali, ognuna delle quali è numerata. |
| Columbia Britannica                                     | Le divisioni censuarie corrispondono con i distretti regionali o le municipalità.                                                                          |
| Nuovo Brunswick Nuova Scozia Isola del Principe Edoardo | Le divisioni censuarie corrispondono con le contee. |
| Terranova e Labrador                                    | Le divisioni censuarie sono delineate senza riferimento a divisioni amministrative o di altro tipo e sono numerate.                                        |
| Territori del Nord-Ovest                                | Le divisioni censuarie non corrispondono con le regioni amministrative.                                                                                    |
| Nunavut                                                 | Le divisioni censuarie corrispondono con le regioni amministrative.                                                                                        |
| Ontario                                                 | Le divisioni censuarie consistono di municipalità di livello alto (contee, distretti, municipalità regionali, città).                                      |
| Québec                                                  | Le divisioni censuarie corrispondono alle municipalità regionali di contea o territori equivalenti.                                                        |
| Yukon                                                   | Territorio trattato come singola divisione censuaria. |

Nella maggior parte dei casi una divisione censuaria corrisponde a una singola unità di quelle nella lista. Tuttavia in alcuni casi Statistics Canada raggruppa due o più unità in una singola divisione statistica:
- In Ontario, la Contea di Haldimand e la Contea di Norfolk fanno parte di un'unica divisione censuaria coi nomi di Brant e Brantford. Entrambi i gruppi erano in precedenza singole unità subordinate al governo provinciale dell'Ontario, ma furono cancellate nel 2001.
- In Québec, 93 delle 98 divisioni censuarie corrispondono precisamente al territorio di una municipalità regionale di contea (a volte con l'addizione di riserve indiane, che non ne fanno parte legalmente) o di un territorio equivalente. Inoltre, ci sono cinque divisioni formate da due o tre municipalità o territori equivalenti.

## Suddivisioni censuarie
Le suddivisioni censuarie corrispondono generalmente alle municipalità del Canada. Includono territori non organizzati e riserve indiane determinate da Indian and Northern Affairs Canada.

## Aree di disseminazione
Sono le più piccole unità censuarie del Canada e coprono l'intera nazione. Hanno una popolazione compresa fra i 400 e i 700 abitanti.